# Calwer Klostersommer in Hirsau

Der Calwer Klostersommer in Hirsau ist ein jährliches Openair-Kulturfestival im Nordschwarzwald. Es findet zwischen Ende Juli und Anfang August im Kreuzgang der Klosterruine St. Peter und Paul im Calwer Stadtteil Hirsau (Nordschwarzwald) statt und erreichte bis zu 15.000 Besucher. Die Veranstaltung löste 2008 die seit 1959 an gleicher Stelle stattfindenden Klosterspiele Hirsau ab.

## Entstehung
Den Calwer Klostersommer in Hirsau gibt es seit 2008, er löste die Klosterspiele Hirsau ab. Dabei handelte es sich um von 1959 bis 2007 an gleicher Stelle von der Stadt Calw veranstaltetes Theaterfestival. Zurückgehende Besucherzahlen führten schließlich zur Einstellung der Klosterspiele. Veranstalter ist die Calwer Konzertagentur concetera GmbH. Der Veranstaltungstitel „Calwer Klostersommer in Hirsau“ ist europaweit als Marke geschützt. Die Stadt Calw unterstützt seither den jährlich stattfindenden Calwer Klostersommer aus Haushaltsmitteln im Zuge einer Kulturförderung, nimmt aber keinen Einfluss auf die Programmgestaltung.

## Wirkung auf die Stadt Calw
Im Jahr 2011 war der Calwer Klostersommer in Hirsau Gegenstand einer wissenschaftlichen Untersuchung im Rahmen einer Bachelor-Arbeit. Die Autorin konnte nachweisen, dass der Calwer Klostersommer (CKS) das Image der Stadt Calw fördert und den Tourismus belebt.

## Programm
Das Programm besteht aus zehn bis zwölf Abendveranstaltungen, die im Veranstaltungszeitraum nahezu täglich stattfinden. Das Angebot ist breit gefächert und reicht von klassischer Musik über Volksmusik, Schlager, Pop bis hin zu Comedy. Für 2016 wurde das Hermann-Hesse-Festival der Udo-Lindenberg-Stiftung im Rahmen des Klostersommers angekündigt.

## Klostersommer-Programme seit 2008
- 2008: Echoes, Nabucco, Füenf / Eure Mütter, Die kleine Tierschau, Marshall & Alexander, Gregorian, Roger Cicero, Barock & Fire
- 2009: Carmina Burana, Blackmore’s Night, ABBA Night, Marc Marshall, Konstantin Wecker, Schandmaul, Die Prinzen, Rodger Hodgson, Kloster in Flammen, Helge Schneider
- 2010: Max Raabe und das Palastorchester, Blood, Sweat and Tears, Musicalgala, Rondò Veneziano, Die Zauberflöte, Die kleine Tierschau / Eure Mütter, The Machine, Yamato, Al di Meola, Angelo Branduardi, Kloster in Flammen
- 2011: Doldingers Passport, Queen Revival Show, Peter Kraus, Topas, Aida, Sheketak, The 12 Tenors, Hansi Hinterseer, Kaya Yanar, Blackmore’s Night, Kloster in Flammen
- 2012: Jethro Tull’s Ian Anderson, Musical People, Konstantin Wecker, Carmen, Hubert von Goisern, Nigel Kennedy Quintett, Markus – Ich will Spaß!, Nacht der Stimmen, Umberto Tozzi, Marianne Rosenberg, Marshall & Alexander
- 2013: Haindling, Nabucco, Echoes, Ernst Hutter & Die Egerländer, Buena Vista Social Club, Roland Kaiser, GOCOO, Phantom der Oper, Erste Allgemeine Verunsicherung, Kaya Yanar, Kloster in Flammen – Feuerwerk der Tenöre
- 2014: Konstantin Wecker, La Traviata, Niedeckens BAP, Marshall & Alexander, Comedy Gang Bang (Füenf und Eure Mütter), Blackmore’s Night, Helge Schneider, Phil, Alan Parsons Live Project, Kloster in Flammen – Feuerwerk der Tenöre[4]
- 2015: Albert Hammond, Tosca, Gocoo, Faun, Wolfgang Ambros, Roger Cicero sings Sinatra, Peter Kraus, Dodokay, Hansi Hinterseer, Michael Jackson Tribute Show, Kloster in Flammen[5]
- 2016: SWR1 Pop & Poesie in Concert, Der Watzmann, Hermann Hesse Festival mit Udo Lindenberg und dem Panikorchester, Konstantin Wecker, Spider Murphy Gang unplugged, Milow, La Bohème, Marshall & Alexander, Queen Revival Show, Kloster in Flammen/Feuerwerk der Tenöre, Kaya Yanar
- 2017: Anastacia, Phil, Saltatio Mortis, Vanessa Mai, Blackmore’s Night, GOCOO, Rainhard Fendrich, Udo Jürgens Tribute Show, Christina Stürmer, Willy Astor Reim Time, Dodokay, Kloster in Flammen - Diva meets Tenöre
- 2018: Marshall & Alexander, Vanessa Mai, Gregor Meyle, Radio Doria, Gipsy Kings, Alan Parsons, Füenf, Herrn Stumpfes Zieh & Zupf Kapelle, SWR1 Pop & Poesie in Concert, Johannes Oerding, ABBA Night, Kloster in Flammen
- 2022: Aurelius Sängerknaben Calw, Nico Santos, Rainhard Fendrich, Udo Lindenberg, Barclay James Harvest, Bülent Ceylan, Naturally 7, LaBrassBanda, ABBA Fever, Kloster in Flammen[6]

## Kapazität
Die Kapazität des Calwer Klostersommers beträgt 1465 Sitzplätze und kann auf bis zu 2000 Personen (teilbestuhlt mit Stehplätzen) erweitert werden. Die Besucher kommen je nach Veranstaltung Baden-Württemberg, aus allen Bundesländern und sogar aus dem benachbarten Ausland.